# Азербайджанские ханства
Азербайджа́нские ха́нства (также используется название «персидские (иранские) ханства», в прошлом также — «татарские ханства») — условное название феодальных владений, в основном во главе с азербайджанскими тюркоязычными династиями, возникших на территории бывших провинций Сефевидского государства (беглербегств) в результате распада государства Надир-шаха в середине XVIII века, просуществовавших как более или менее самостоятельные государственные образования до начала XIX века (Макинское ханство — до 1920-х гг.) и постепенно интегрированных в состав Российской империи (исторические области Арран, Ширван и некоторые другие, а также Восточная Армения) и Ирана (Иранский Азербайджан). Помимо тюрок, ханства населяли также армяне, грузины, лезгины, персы, аварцы, курды, ассирийцы, талыши, таты, удины, шахдагские народы и другие этнические группы.

## Ханства Восточного Закавказья (Северный Азербайджан и Восточная Армения)
- Бакинское;
- Гянджинское;
- Джавадское;
- Карабахское;
- Кубинско-Дербентское (А. П. Новосельцев высказывает сомнение в правомерности причисления этого ханства к азербайджанским, поскольку основная часть подданных дербентского хана была представлена дагестанскими народами, а главной его резиденцией был Дербент[11]);
- Нахичеванское;
- Шекинское;
- Ширванское;
- Талышское[8] (согласно БСЭ ханство являлось феодальным государством талышей в Азербайджане[12]);
- Эриванское ханство (по мнению Тадеуша Свентоховского[8], другие источники, например «Encyclopædia Iranica»[13], «The Armenian People from Ancient to Modern Times»[14], «Armenia: A Historical Atlas»[15], «Grand Larousse encyclopédique»[16], Ясмин Дум-Трагут[нем.][17] считают ханство персидским).

## Ханства Иранского Азербайджана
- Ардебильское[8];
- Зенджанское;
- Карадагское[8];
- Макинское[8];
- Марагинское[8];
- Сарабское;
- Тебризское[8];
- Урмийское[8];
- Халхальское;
- Хойское[8];
- Марандское;

## Образование ханств

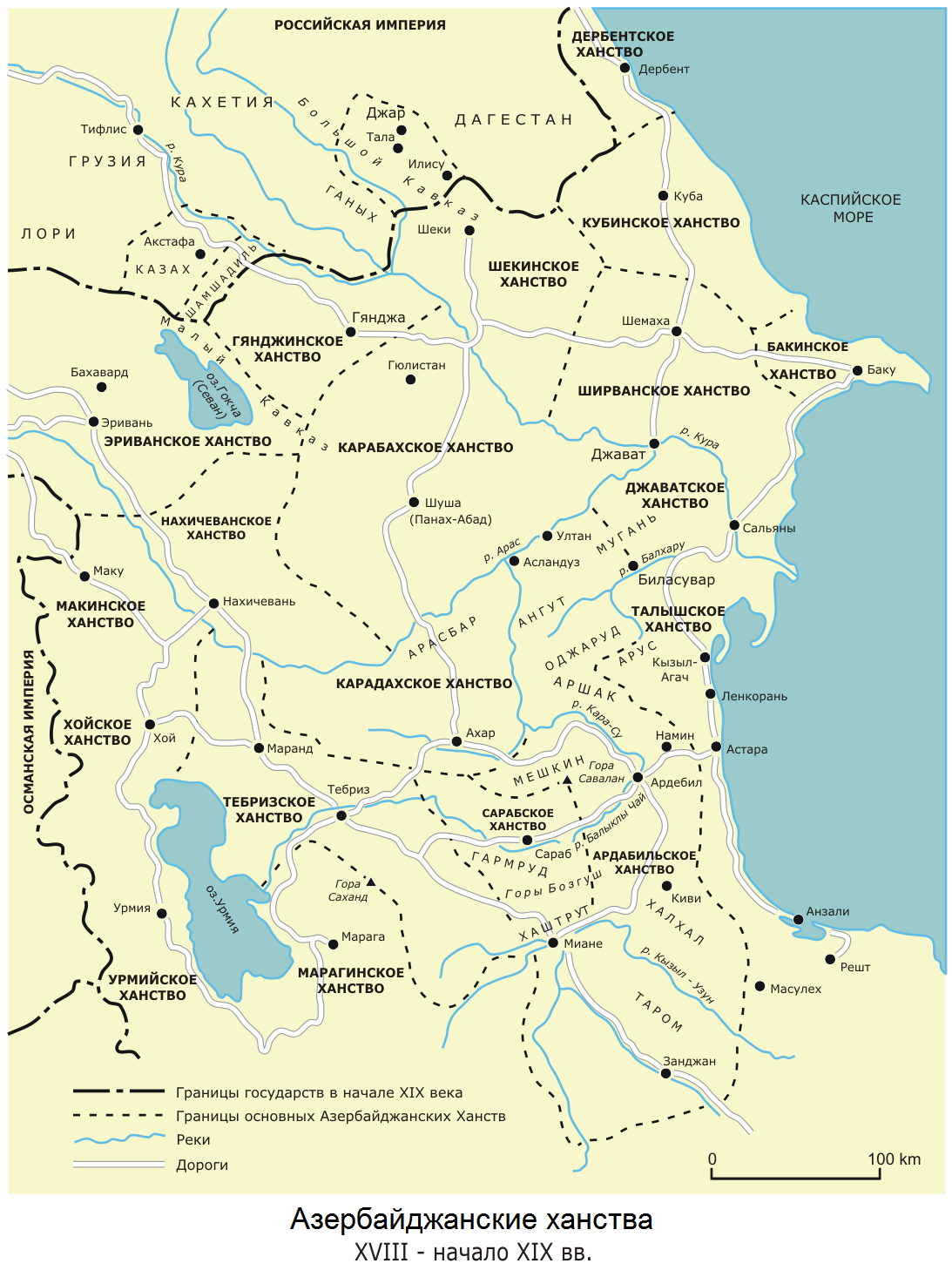
Азербайджанские ханства, XVIII — начало XIX вв.

Ханства образовались в результате ослабления центральной власти в государстве Надир-шаха после его убийства 9 мая 1747 года. Уже в последние годы правления Надира в результате введения новых налогов и сборов население различных регионов стало поднимать восстания, в результате чего «от него отложились из-за тяжести хараджа и Гянджа, и Самух, и Эриван, и другие города и подданные»'.
Основателями ханств в основном были выходцы из знатных фамилий тюркских (азербайджанских) феодалов, многие из которых были наследственными правителями различных областей.
Вопреки централистским тенденциям в политике шахской власти, особенно со времени шаха Аббаса I, шахам никогда не удавалось вполне преодолеть феодальную раздробленность. В Азербайджане и Армении эта раздробленность существовала задолго до периода полунезависимых ханств. Юридически шахское правительство со времён шаха Аббаса I не признавало существования наследственных вассальных князей. Оно хотело видеть в них назначенных шахом чиновников и называло их довольно неопределённым титулом «хаким» («правитель»). Действительно, каждый хаким получал от шаха указ с формальным утверждением в своем звании. Но в ряде случаев это была фикция, прикрывавшая фактическое признание шахской властью существования местных династий. Не только беглербеги, но и правители небольших территорий (ульке) в большинстве случаев были наследственными представителями местных династий.
Возникновению и укреплению ханств способствовала также разгоревшаяся междоусобная борьба за шахский престол между наследниками Надира — только за первые полтора года один за другим сменились 4 претендента. Борьба за престол продолжалась более десяти лет — до 1758 года, когда представитель курдской династии Зендов — Керим-хан Зенд взял верх и вновь объединил Иран (за исключением территорий Хорасана, Иранского Азербайджана и Закавказья).
После убийства Надир-шаха (1747) и начала новой полосы междоусобий в Иране иранское владычество в странах Закавказья на время фактически пало.

## Присоединение Закавказья к России

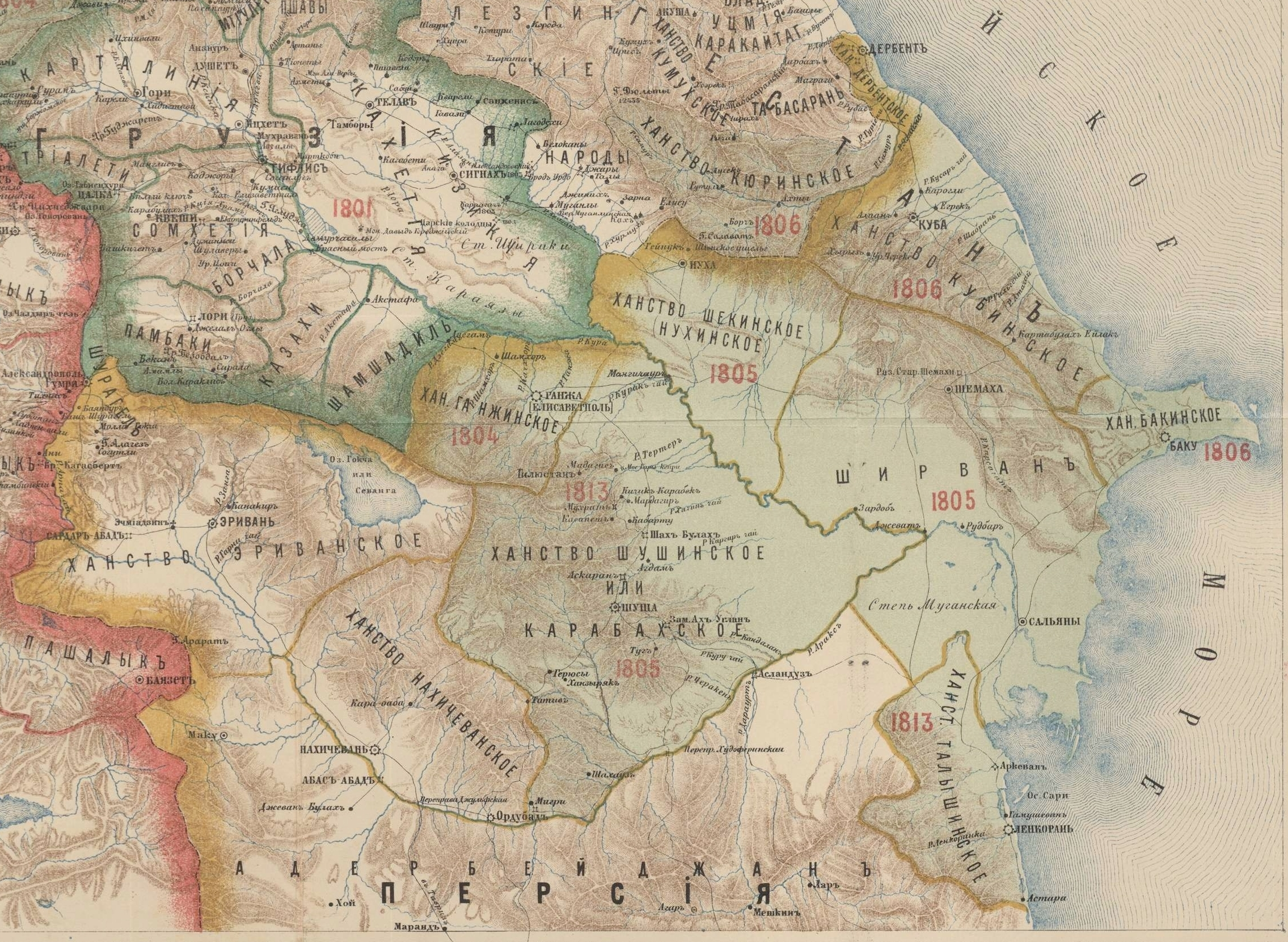
Присоединённые к России ханства на карте Кавказского края с обозначением границ 1806 г. Тифлис 1901 г.

В январе 1804 года к России после месячной осады Гянджи было присоединено Гянджинское ханство. Трактаты, заключённые в 1805 году между главнокомандующим русских войск в Грузии как официальным представителем России и соответствующими ханами, юридически закрепили вхождение в состав России Карабахского, Шекинского и Ширванского ханств. В 1806 году к России были присоединены Бакинское и Кубинско-Дербентское ханства, а в 1809 году — Талышское ханство. После победы России в русско-иранской войне (1804—1813) 13 октября 1813 года в селении Гюлистан был подписан мирный договор между Россией и Ираном. Гюлистанский договор был основан на принципе status quo ad presentem, то есть он закреплял за сторонами те границы, которые установились к моменту подписания договора.
В июле 1826 года началась новая русско-иранская война. И вновь Россия одержала победу. 10 февраля 1828 года в селении Туркманчай близ Тебриза был подписан мирный договор, который подтверждал территориальные приобретения России по Гюлистанскому мирному договору 1813 года. По Туркманчайскому договору к России также отошли Эриванское и Нахичеванское ханства образовавшие Армянскую область. Окончательно к Российской империи Закавказье было присоединено после русско-турецкой войны 1828—1829 годов и подписания Адрианопольского мирного договора в 1829 году.

Русский военный историк Николай Дубровин в 1871 году писал о составе населения ханств следующее:
Касаясь этнографии, мы должны сказать, что всё население ханств принадлежит, главнейшим образом, к двум племенам: татарскому и армянскому.
Татары составляют господствующее население во всех ханствах, а армяне, да и только теперь, в бывшей Армянской области.

## Комментарии
1. ↑  Согласно результатам переписи населения Карабахского ханства, проведённой русскими властями в первой половине 1823 года, армянское население ханства было в основном сосредоточено в восьми из 21 магалов (районов), из которых пять (Гюлистан, Джраберд, Хачен, Варанда, Дизак) — то есть армянские меликства с подавляющим преобладанием армянского населения — составляют современную территорию Нагорного Карабаха, а ещё три были расположены в Зангезуре. Таким образом, 35% населения Карабаха (армяне) проживали на 38 % территории всего края, составляя абсолютное большинство в Нагорном Карабахе (более 90 %), см. George A. Bournoutian. The Politics of Demography: Misuse of Sources on the Armenian Population of Mountainous Karabakh (англ.) // Journal of the Society for Armenian Studies. — Society for Armenian Studies, 1999. — Vol. 9. — P. 99—103.